# Sandris Bērziņš
Sandris Bērziņš (Cēsis, 15 luglio 1976) è un ex slittinista lettone.

## Biografia
Iniziò a gareggiare per la nazionale lettone nelle varie categorie giovanili in entrambe le specialità, ottenendo quali migliori risultati la medaglia d'oro nel doppio, in coppia con Andris Neparts, e quella di bronzo nella gara a squadre ai campionati mondiali juniores di Sigulda 1993.
A livello assoluto esordì in Coppa del Mondo nella stagione 1995/96; in carriera non riuscì a conquistare alcun podio in Coppa ed in classifica generale, come miglior risultato, si piazzò al nono posto nella specialità del doppio nella stagione 1999/00 con Ivars Deinis.
Partecipò a due edizioni dei Giochi olimpici invernali: a Nagano 1998 concluse al venticinquesimo posto nella prova individuale ed a Salt Lake City 2002 finì in decima posizione nella gara del doppio insieme ad Ivars Deinis.
Prese parte altresì a sei edizioni dei campionati mondiali, aggiudicandosi una medaglia d'argento nella prova a squadre a Sigulda 2003, disputando la frazione del doppio con Zigmars Berkolds; nel singolo ottenne come miglior risultato il venticinquesimo posto ad Altenberg 1996 mentre nella specialità a coppie giunse decimo a Nagano 2004 con Andris Šics. Nelle rassegne continentali colse i suoi più importanti piazzamenti a Sigulda 1996 con la quinta piazza nella prova a squadre e la sedicesima in quella individuale ed a Winterberg 2000 con la decima posizione nel doppio insieme ad Ivars Deinis.
Si ritirò dalle competizioni al termine della stagione 2004/05.

## Palmarès

### Mondiali
- 1 medaglia:
  - 1 argento (gara a squadre a Sigulda 2003).

### Mondiali juniores
- 2 medaglie:
  - 1 oro (doppio a Sigulda 1993);
  - 1 bronzo (gara a squadre a Sigulda 1993).

### Coppa del Mondo
- Miglior piazzamento in classifica generale nel doppio: 9° nel 1999/00.